# مدی زیگلر
مدیسون «مدی» نیکول زیگلر (به انگلیسی: Maddie Ziegler) (زادهٔ ۳۰ سپتامبر ۲۰۰۲) رقصنده، مدل و هنرپیشه آمریکایی است. او بیشتر برای نقش داشتن در برنامهٔ تلویزیونی واقع‌نما لایف‌تایم با عنوان دنس مامز، و همچنین ایفای نقش در موزیک ویدئوهای خواننده استرالیایی سیا فارلر، شامل «چلچراغ»، «قلب کشسان»، «دختران بزرگ می‌گریند» و «حال ارزون» شناخته شده است که در مجموع بیش از ۴ میلیارد بازدیدکننده در وبگاه یوتیوب به خود اختصاص داد. او در اولین فیلم سینمایی خود با عنوان کتاب هنری در سال ۲۰۱۷ ایفای نقش نمود. همچنین در سال ۲۰۱۶ در انیمیشن بالرین به عنوان صداپیشه ایفای نقش کرد. او در سال ۲۰۲۱ در فیلم موسیقی به عنوان بازیگر ایفای نقش کرد و جایزه تمشک طلایی بدترین بازیگر نقش مکمل زن‌ را با بازی در این فیلم برد.

## اوایل زندگی
مدی زیگلر فرزند کورت زیگلر و ملیسا گیسونی زیگلر، ۳۰ سپتامبر ۲۰۰۲ در پیتسبرگ، پنسیلوانیا به دنیا آمد. او نژادی لهستانی، آلمانی و ایتالیایی دارد و برای دو روز اول زندگی خود، تیلور نام گرفت. پدر و مادرش در سال ۲۰۱۱ از یکدیگر جدا شدند، و مادرش در سال ۲۰۱۳ با گِرگ گیسونی، معاون رئیس خدمات هسته‌ای و مدیر پروژه انرژی مرکزی وستینگهاوس ازدواج نمود. او رقص‌هایی نظیر باله، تپ، لیریکال، آکرو، جاز و مدرن را تعلیم دیده است. مدی زیگلر خواهری کوچکتر از خود با نام مکنزی (زادهٔ ۴ ژوئن ۲۰۰۴) دارد که در کنار او در برنامه تلویزیونی واقع‌نما دنس مامز ظاهر شده است و همچنین دو برادر ناتنی به نام‌های رایان و تیلر دارد. مدی زیگلر  تا سال ۲۰۱۳ به مدرسه ابتدایی می‌رفت اما بعد از آن مدرسه را ترک کرد و تحصیل خود را به صورت مدرسه در منزل ادامه داد. صفحه اینستاگرام وی ۱۴ میلیون دنبال کننده دارد و در آن عکس‌ها و فعالیت‌های خود را به اشتراک می‌گذارد.